# العلاقات اليابانية التونسية
العلاقات اليابانية التونسية هي العلاقات الثنائية التي تجمع بين اليابان وتونس.

## مقارنة بين البلدين
هذه مقارنة عامة ومرجعية للدولتين:
| وجه المقارنة                                              | اليابان         | تونس                                       |
| --------------------------------------------------------- | --------------- | ------------------------------------------ |
| المساحة (كم2)                                             | 377.97 ألف      | 163.61 ألف                                 |
| عدد السكان (نسمة)                                         | 126.79 مليون    | 11.53 مليون                                |
| الكثافة السكانية (ن./كم²)                                 | 335.45          | 70.47                                      |
| العاصمة                                                   | طوكيو           | تونس                                       |
| اللغة الرسمية                                             | اللغة اليابانية | اللغة العربية                              |
| العملة                                                    | ين ياباني       | دينار تونسي                                |
| الناتج المحلي الإجمالي (بليون دولار)                      | 4.87 تريليون    | 40.26 مليار                                |
| الناتج المحلي الإجمالي (تعادل القوة الشرائية) بليون دولار | 5.18 تريليون    | 129.05 مليار                               |
| الناتج المحلي الإجمالي الاسمي للفرد دولار أمريكي          | 34.52 ألف       | 3.87 ألف                                   |
| الناتج المحلي الإجمالي للفرد دولار أمريكي                 | 36.62 ألف       | 11.44 ألف                                  |
| مؤشر التنمية البشرية                                      | 0.903           | 0.721                                      |
| رمز المكالمات الدولي                                      | +81             | +216                                       |
| رمز الإنترنت                                              | .jp             | .tn                                        |
| المنطقة الزمنية                                           | توقيت اليابان   | ت ع م+01:00، توقيت وسط أوروبا، ت ع م+02:00 |

## مدن متوأمة
في ما يلي قائمة باتفاقيات التوأمة بين مدن يابانية وتونسية:
- ترتبط سيتو مع تونس باتفاقية توأمة منذ 18 نوفمبر 2003.

## منظمات دولية مشتركة
يشترك البلدان في عضوية مجموعة من المنظمات الدولية، منها:
| علم المنظمة | اسم المنظمة                               | تاريخ انضمام اليابان | تاريخ انضمام تونس |
| ----------- | ----------------------------------------- | -------------------- | ----------------- |
|             | يونسكو                                    | 2 يوليو 1951         | 8 نوفمبر 1956     |
|             | الفريق المعني برصد الأرض                  | ?                    | ?                 |
|             | مؤسسة التمويل الدولية                     | 20 يوليو 1956        | 25 يوليو 1962     |
|             | المركز الدولي لتسوية المنازعات الاستشارية | 16 سبتمبر 1967       | 14 أكتوبر 1966    |
|             | منظمة حظر الأسلحة الكيميائية              | ?                    | ?                 |
|             | مؤسسة التنمية الدولية                     | 27 ديسمبر 1960       | 30 ديسمبر 1960    |
|             | منظمة التجارة العالمية                    | ?                    | ?                 |
|             | وكالة ضمان الاستثمار متعدد الأطراف        | 12 أبريل 1988        | 7 يونيو 1988      |
|             | الاتحاد البريدي العالمي                   | ?                    | ?                 |
|             | الاتحاد الدولي للاتصالات                  | 29 يناير 1879        | 14 ديسمبر 1956    |
|             | منظمة الشرطة الجنائية الدولية             | ?                    | ?                 |
|             | الأمم المتحدة                             | 18 ديسمبر 1956       | 12 نوفمبر 1956    |
|             | البنك الدولي للإنشاء والتعمير             | 13 أغسطس 1952        | 14 أبريل 1958     |
|             | المنظمة الهيدروغرافية الدولية             | ?                    | ?                 |
|             | البنك الإفريقي للتنمية                    | ?                    | ?                 |

## وصلات خارجية
- موقع وزارة الخارجية اليابانية
- موقع وزارة الخارجية التونسية